# Зоряне (Уманський район)
Зо́ряне (до 1967 року Босівка) — село в Україні, у Христинівській міській громаді Уманського району Черкаської області. Розташоване на лівому березі річки Канелька (притока Конели) за 17 км на північ від міста Христинівка. Населення становить 254 особи.

## Історія
Під час Голодомору 1932—1933 років, тільки за офіційними даними, від голоду померло 36 мешканців села.

## Галерея

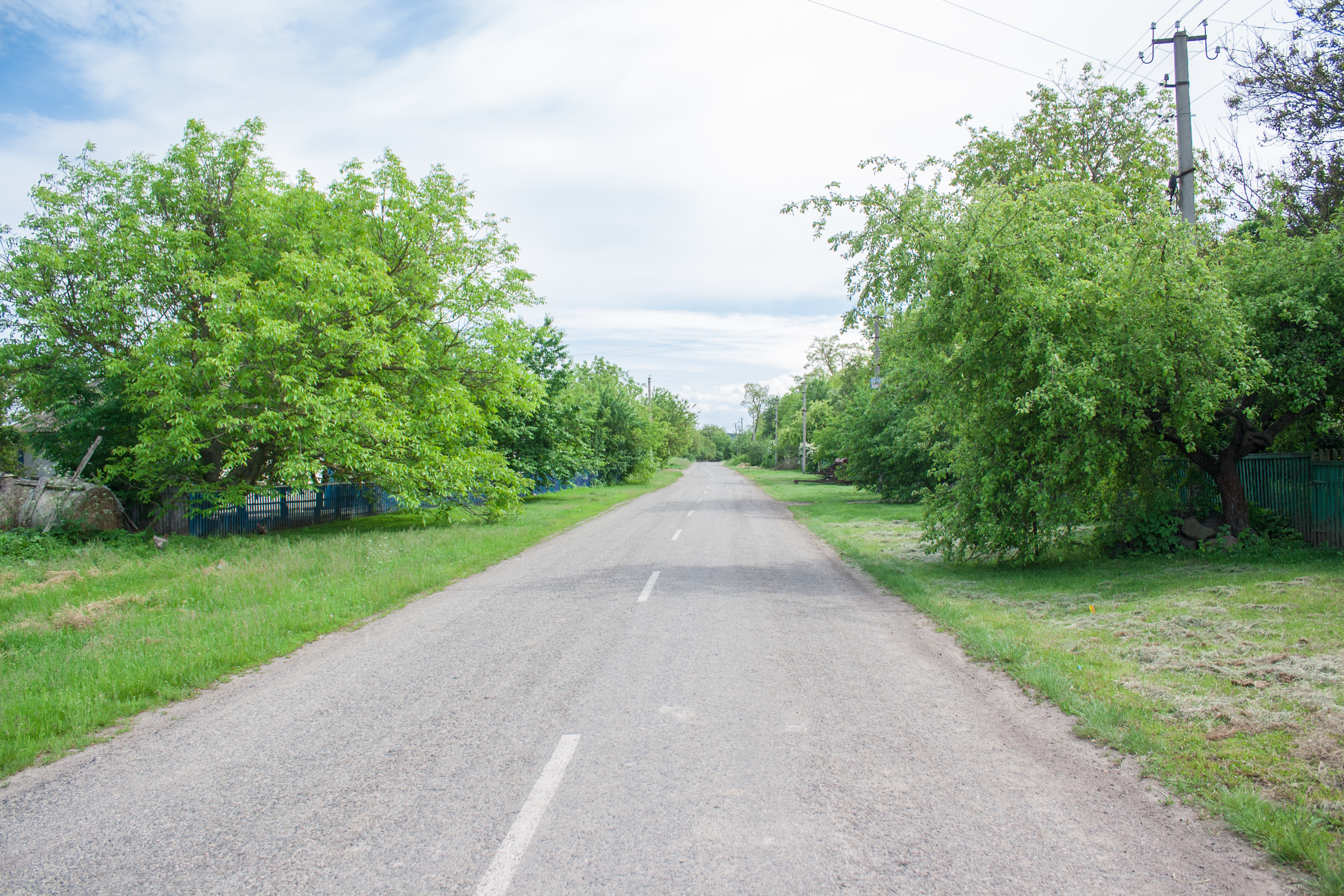
Вулиця Південна
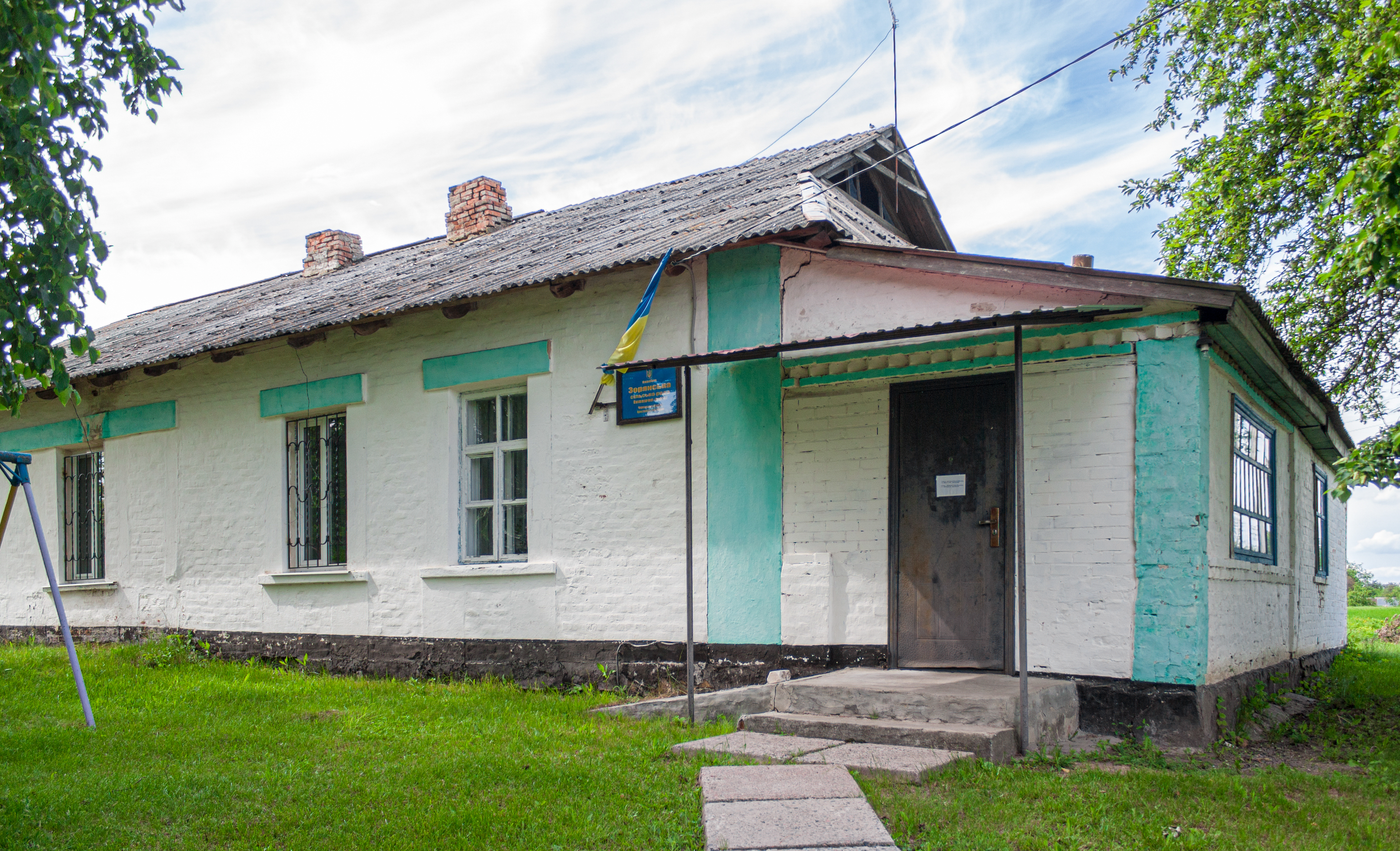
Сільська рада
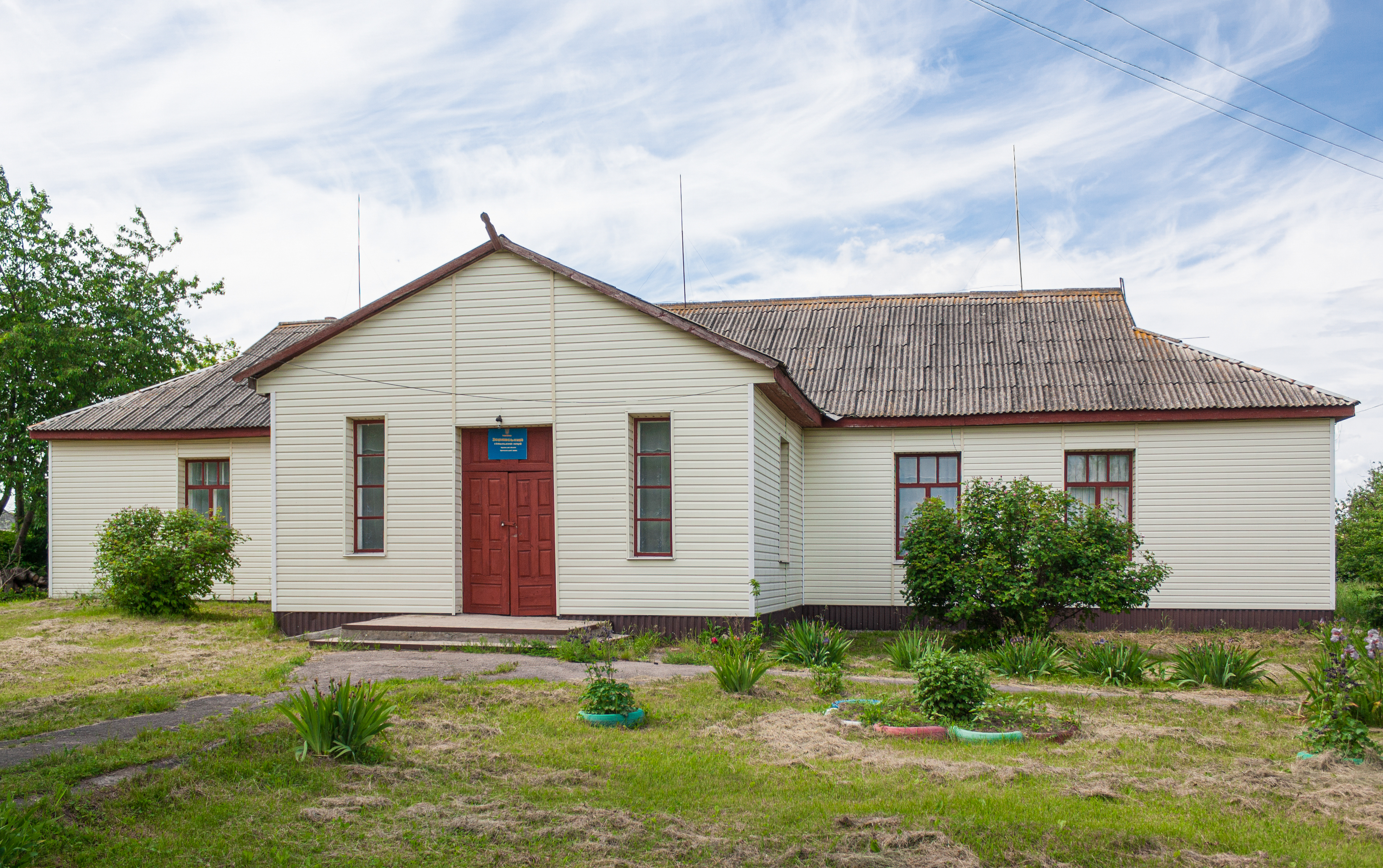
Будинок культури
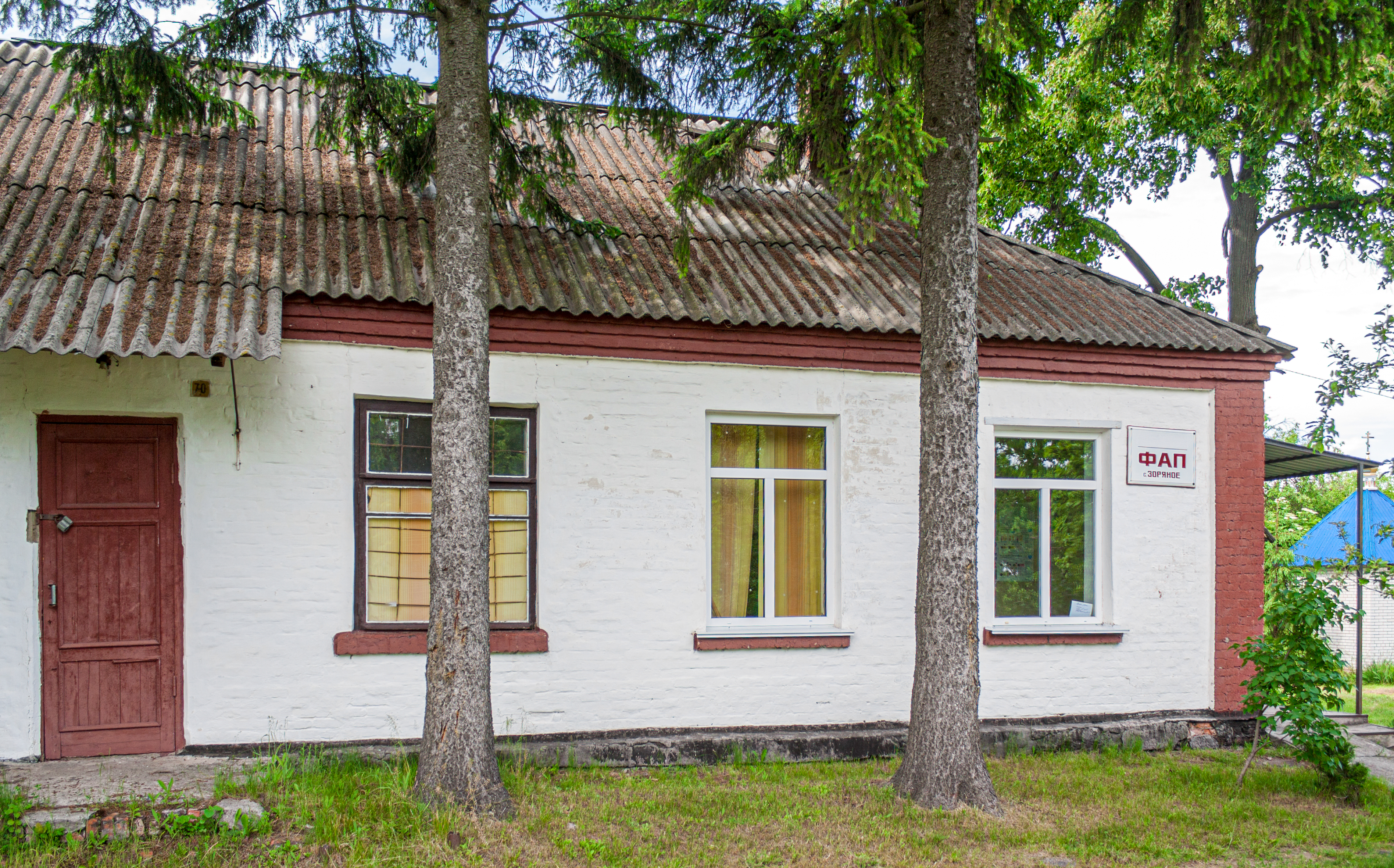
ФАП
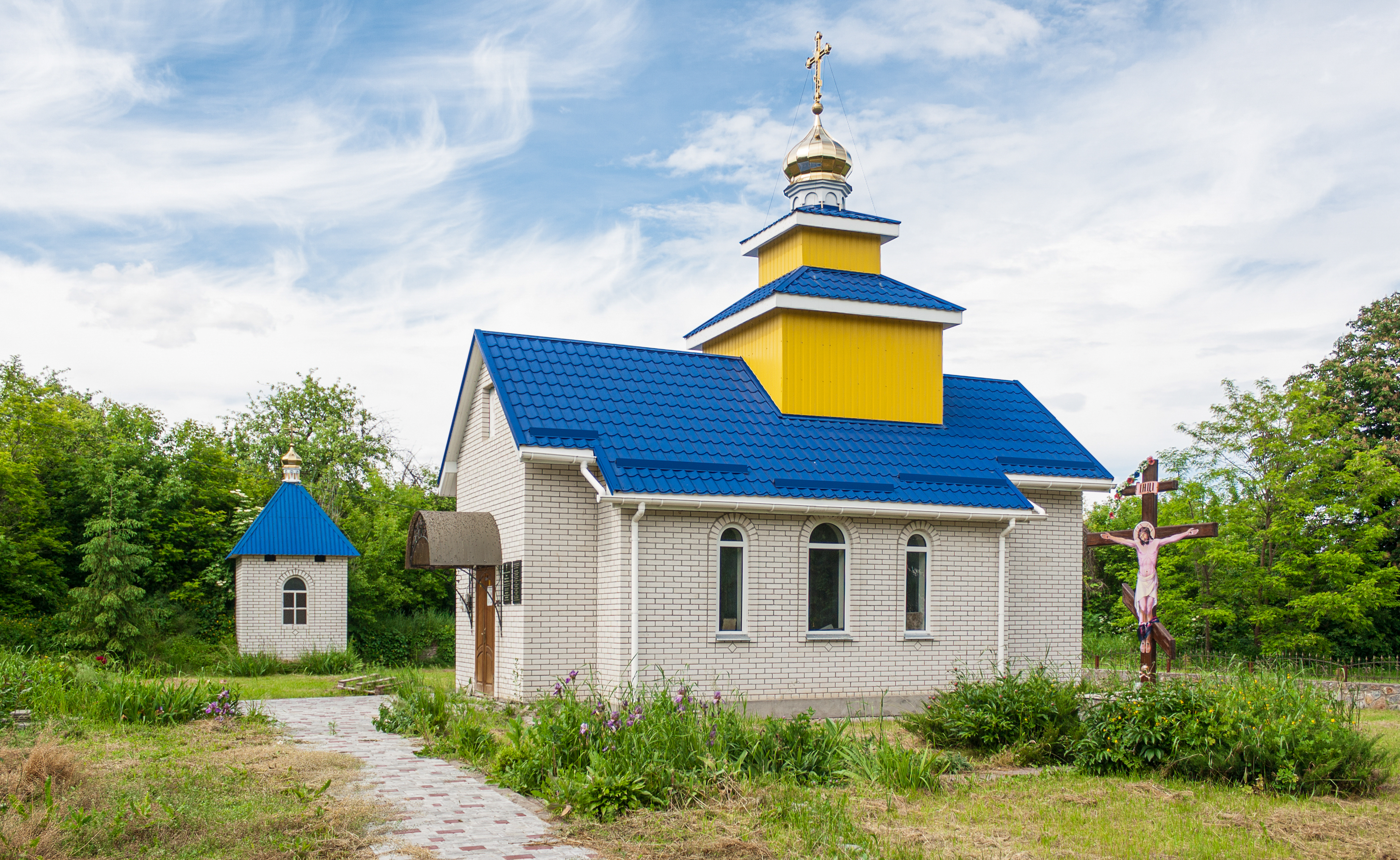
Церква
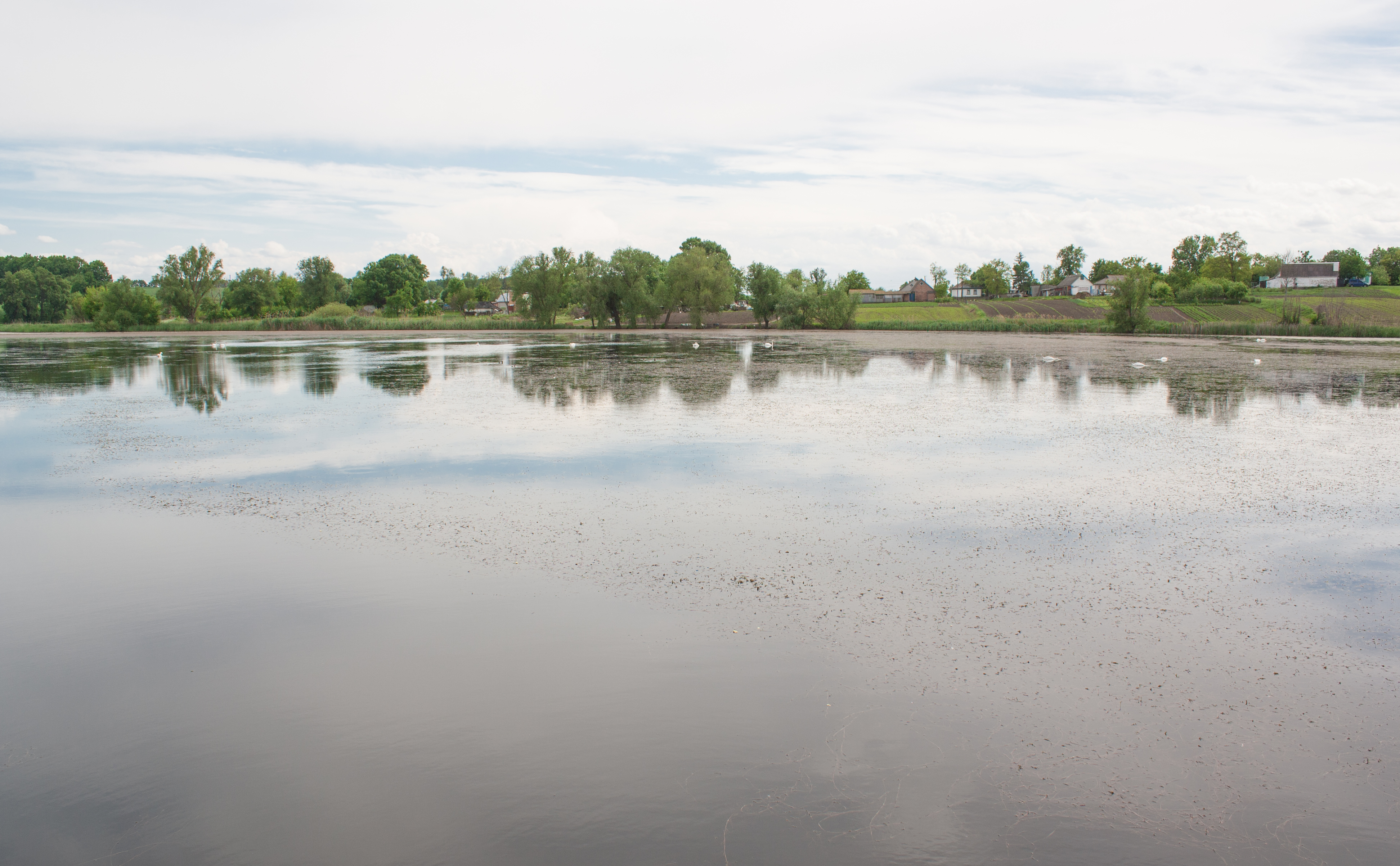
Ставок на річці Канелька
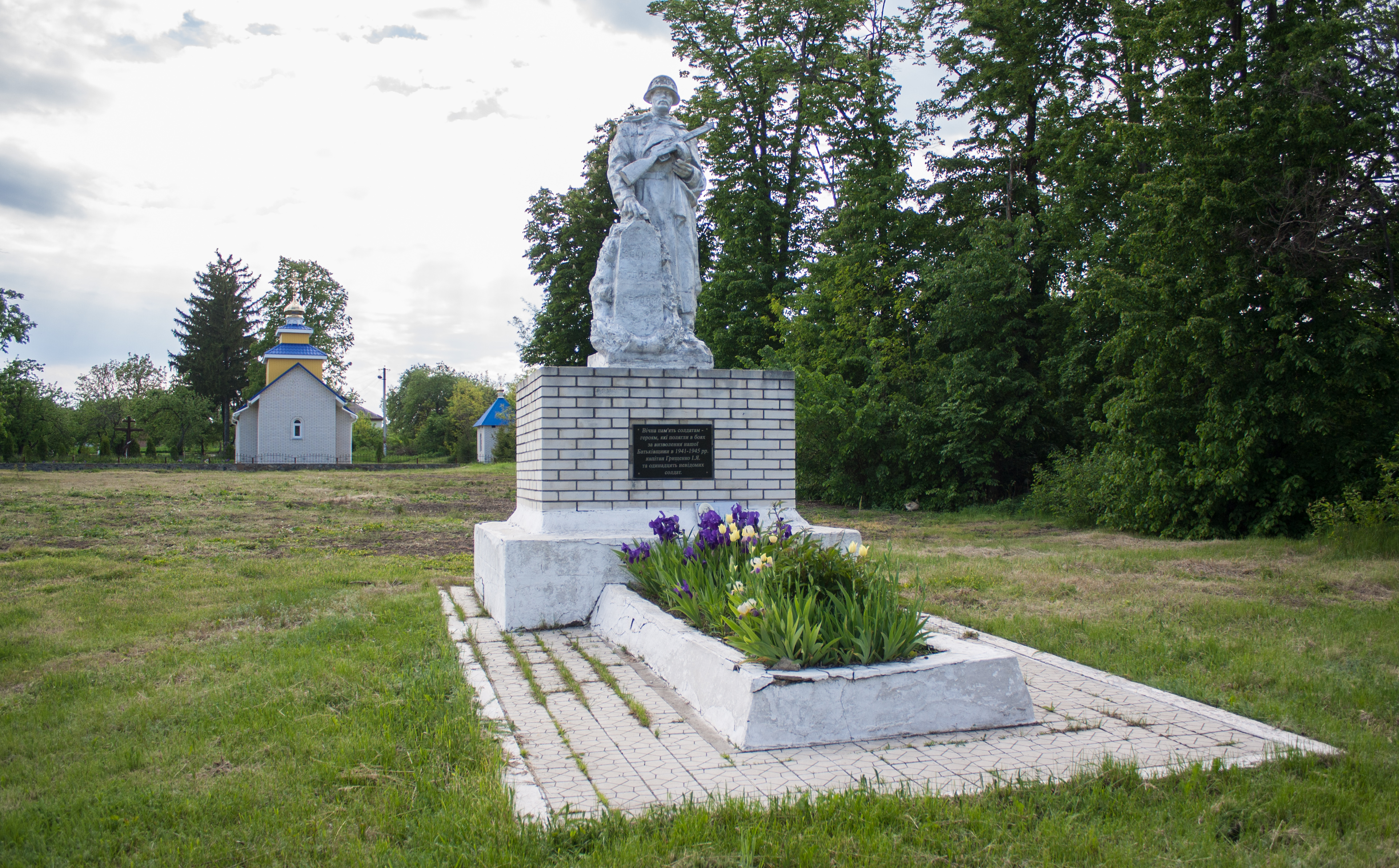
Братська могила радянських воїнів
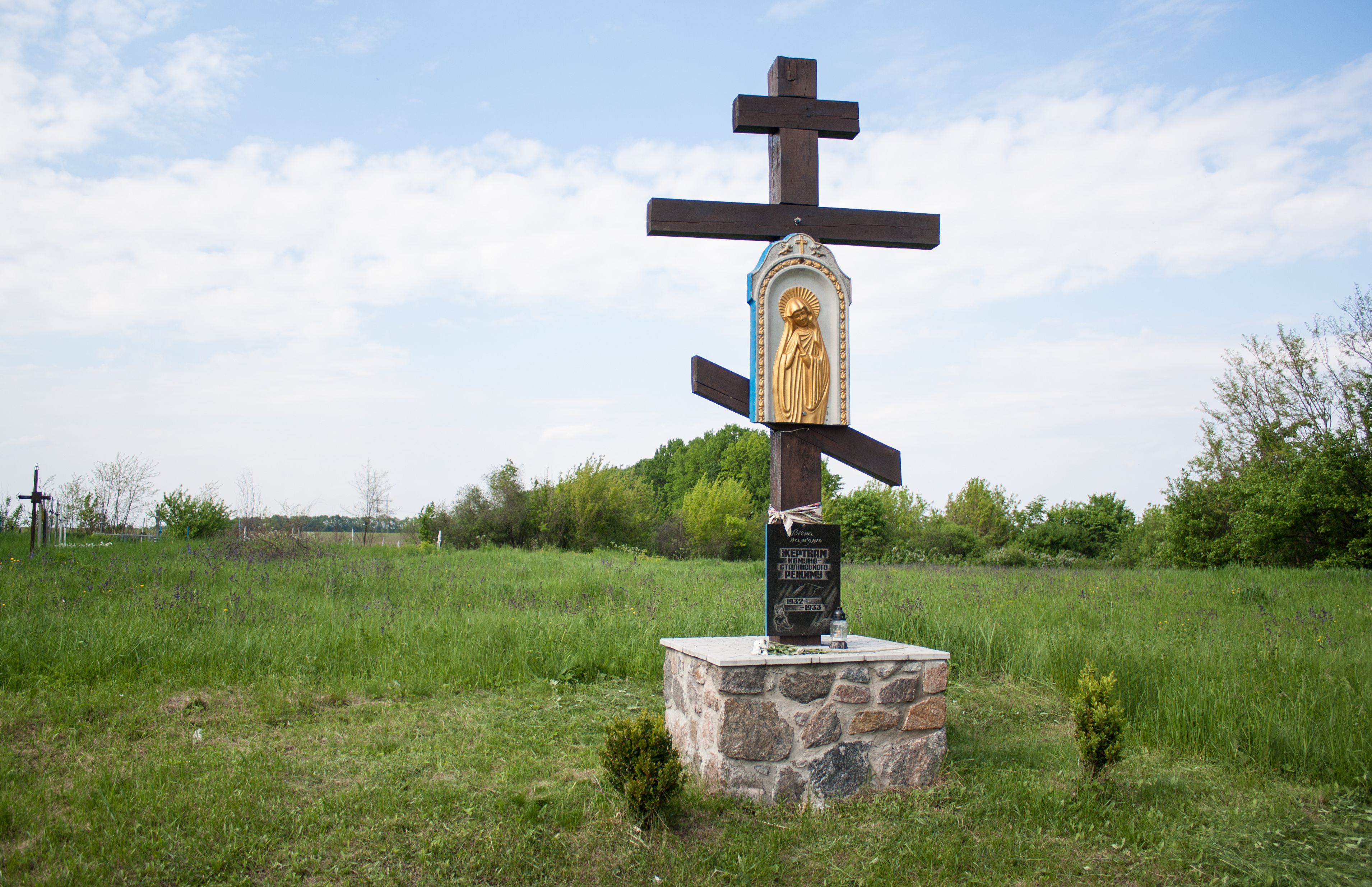
Пам’ятний знак жертвам Голодомору